# Ajusco
Ajusco är en vulkan i Mexiko.   Den ligger i delstaten Distrito Federal, i den sydöstra delen av landet, 28 km sydväst om huvudstaden Mexico City. Toppen på Ajusco är 3 930 meter över havet.
Terrängen runt Ajusco är huvudsakligen lite bergig. Ajusco är den högsta punkten i trakten. Runt Ajusco är det mycket tätbefolkat, med 2 711 invånare per kvadratkilometer. Närmaste större samhälle är Tlalpan, 13,8 km nordost om Ajusco. I omgivningarna runt Ajusco växer i huvudsak blandskog.